# Михаило Миловановић
Михаило Миловановић (Гостиница, 24. фебруар 1879 — Ужице, 28. новембар 1941) био је српски сликар, вајар и писац. Сликао је готово све жанрове. Први је академски сликар из ужичког краја.

## Биографија
Један од оснивача Удружења ликовних уметника Србије, ратни сликар Врховне команде српске војске у Првом светском рату, аутор чувених портрета српских војвода Радомира Путника, Живојина Мишића, Степе Степановића и Петра Бојовића, генерала Павла Јуришића Штурма, краља Петра I Карађорђевића и регента Александра Карађорђевића.
После каменорезачког заната од кога је одустао и годину дана проведених на усавршавању у школи Антона Ажбеа у Минхену, 1905. године Миловановић је у Минхену постао студент Академије лепих (ликовних) уметности, прво код професора Лудвига Хертериха, а потом у класи његовог наследника Хуга фон Хабермана.
Миловановић је дипломирао 1909. године на ликовној Академији у Минхену, а у земљу се вратио на почетку Балканских ратова 1912. као добровољац. Почетак Првог светског рата је дочекао на усавршавању у Прагу, био ухапшен и после бекства из прашког затвора, преко Немачке, Пољске, Украјине, Црног мора и Румуније, стигао је да се прикључи на ратишту својој Дринској дивизији и са српском војском преживео њену голготу.
Израдио је споменике архимандриту рачанског манастира и кнезу Соколске нахије Хаџи Мелентију у манастиру Рача, команданту Златиборског комитског одреда мајору Кости Тодоровићу у Сребреници (који су порушиле усташе у Другом светском рату), српским ратницима у Младеновцу (оскрнављен 1947. уклањањем грба Србије и двоглавог орла с крстом и круном изнад грба), споменик на Крфу погинулим војницима Дринске дивизије, мермерни иконостас у православној цркви у Младеновцу (1926 — 1929).
Изложбе његових слика у периоду између два светска рата биле су прворазредан културни догађај, а хроничари су забележили да је изложба 1938. у павиљону „Цвијета Зузорић“ у Београду била најпосећенија поставка у дотадашњој историји те куће.
Његово сликарство карактерише преплитање реализма, симболизма и импресионизма, у динамичком процесу сталних преображаја и потраге за препознатљивим изразом, лакоћа прилагођавања различитим формама, уз постојано уверење да је народна традиција и извор и исходиште уметничког подухвата.
Написао је роман Лендина воденица, штампан више од пола века после његове насилне смрти.
Носилац је Албанске споменице, Ордена светог Саве и Ордена Југословенске круне III степена.
После смене 1939. године, Милан Стојадиновић је био прогнан у Рибашевину где је боравио у Миловановићевој вили. После априлског слома Миловановић се вратио у Ужице. Пошто је познавао немачког команданта Ужица пуковника Штокхаузена, са чијим је оцем студирао у Минхену, Миловановић је успео да ослободи неколико талаца. Због ове ће везе у време „Ужичке републике“ Миловановић је ухапшен под оптужбом да је радио за Абвер и енглеску обавештајну службу. Комунисти су га стрељали у Ужицу 28. новембра 1941. 2007. године одлуком Окружног суда у Ужицу, Миловановић је рехабилитован уз образложење да „није био ни народни непријатељ, ни петоколонаш, те да је стрељан из разлога што није хтео да приступи комунистима и материјално их помаже, дакле из чисто идеолошких и политичких разлога.“

## Дела
- Портрет војводе Радомира Путника, уље на платну, 1915.
- Портрет генерала Павла Јуришић Штурма
- Артиљерци, уље на платну 1913-14. (Војни музеј у Београду)
- Турци на Куманову, уље на платну, 1913-14. (Војни музеј у Београду)
- Мртвачки мир, уље, 1917. (Војни музеј у Београду)
- Задушнице, уље на платну, 1932-1938.
- Доручак, уље на платну, 1910.
- Праље